# Agender New Zealand
Agender New Zealand (tdl. ‘Nueva Zelanda Agénero’) es una organización de apoyo a personas transgénero y sus familias en toda Nueva Zelanda. Fundada en 1996, Agender trabaja tanto de forma individualizada con las personas como organizando conferencias nacionales para que las organizaciones convencionales actúen de forma más adecuada.
En las conferencias de Agender han participado la alcaldesa de Wellington, Kerry Prendergast, los diputados Grant Robertson, Carmen Rupe, y Sarah Lurajud; la ministra adjunta de Justicia, Lianne Dalziel, y el fuimaono Karl Pulotu-Endemann.
La organización fue una defensora activa del proyecto de Ley de Derechos Humanos (Identidad de Género) de la parlamentaria Georgina Beyer, que fue retirado en 2006 después de que un dictamen jurídico concluyera que las personas transgénero ya entraban en el ámbito de la Ley de Derechos Humanos.